# Dělivé pletivo

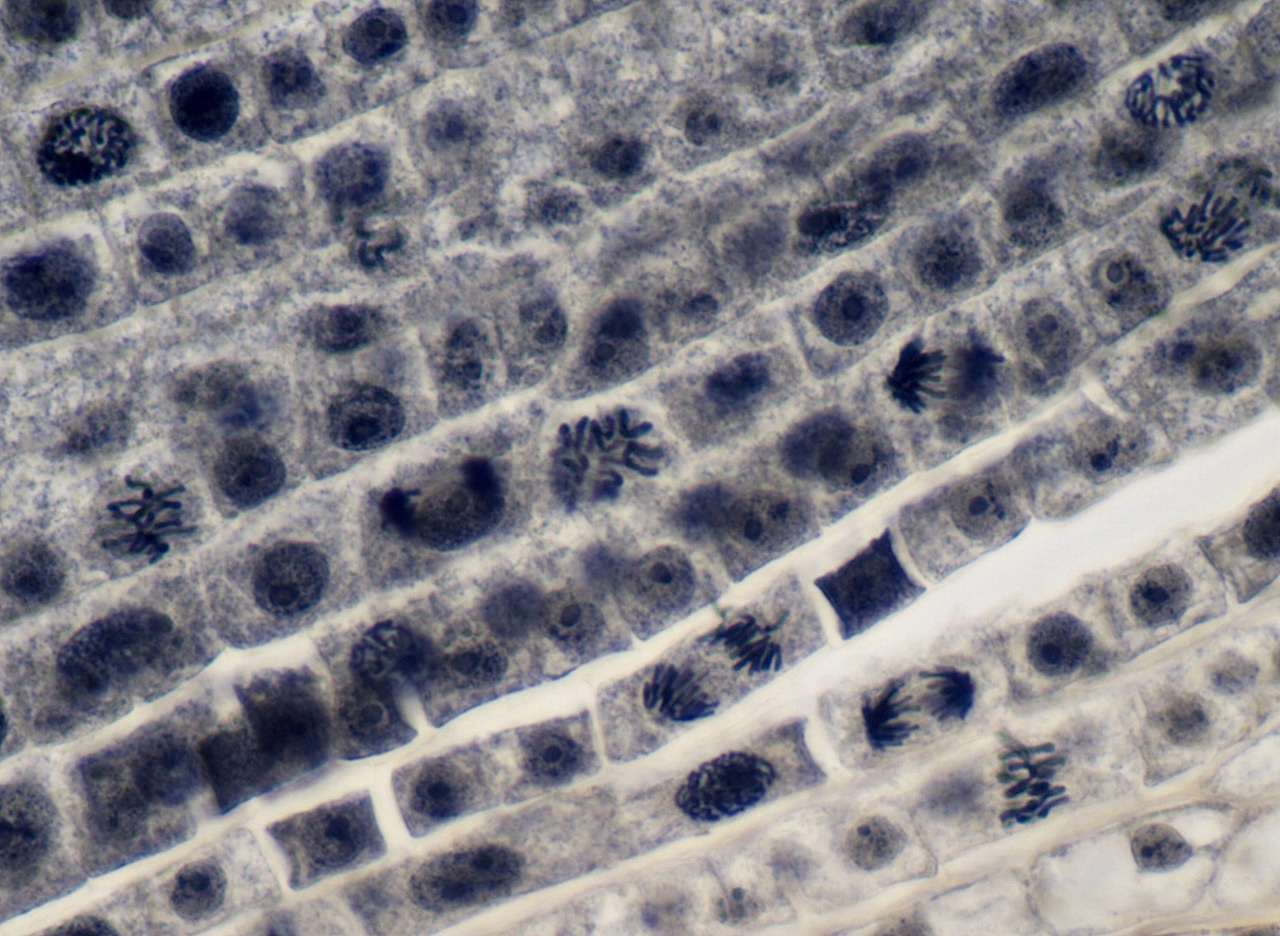
Meristém (dělivé pletivo) na vrcholu kořene cibule

Dělivé pletivo (též meristém) je rostlinné pletivo tvořené buňkami s dělivou funkcí. Tyto buňky diferencují buňky, které mění svojí funkčnost. Meristematické buňky se vyznačují větším jádrem, endoplazmatickým retikulem a Golgiho aparátem. Vakuoly většinou chybí. Buňky dělivých pletiv bývají menší a setkáme se s nimi ve vzrostných vrcholech, v listech, kořenech, ale i dalších částech rostlin – všude tam, kde rostlina roste.

## Rozdělení
- podle lokalizace
  - vrcholová (apikální) – nacházejí se ve vzrostných vrcholech či listech kapradin
  - postranní (bazální)
  - okrajová „boom“ (marginální)
  - difuzní – nepravidelně rozmístěn
  - vmezeřený – nacházejí se těsně nad kolénky trav
- podle původu
  - původní meristémy (protomeristémy) – vznikají z nich trvalá pletiva, nebo primární meristémy
    - u nahosemenných je jednovrstevný, u krytosemenných dvou- a více, kde se dělí na plášť a korpus
    - u rostlin fylogeneticky řazených po kapraďorosty
    - u vyšších rostlin

  - primární meristémy (histogeny) – vznikají z promeristému a nacházejí se ve vzrostných vrcholech, má tři vrstvy:
    - protodérm – vznikají z něj krycí pletiva
    - prokambium – základ pro vodivá pletiva
    - základní – základ základních trvalých pletiv

  - sekundární meristémy – nacházejí se u rostlin s druhotným tloustnutím (dřeviny), vznikají z trvalých pletiv, které se začnou dělit
    - kambium – vzniká z prokambia
    - felogén – v sekundárních krycích pletivech